# Bedrijfschap
Een bedrijfschap was een publiekrechtelijke organisatie in Nederland van de bedrijven die in eenzelfde branche werken. Een bedrijfschap werd ingesteld op verzoek van werkgevers- en werknemersorganiaties uit de betreffende sector.
De vergelijkbare term productschap wordt gebruikt voor een organisatie die zich richt op de branches behorend tot één  productiekolom. Productschappen zijn voornamelijk in de landbouwsector zijn te vinden. In gevallen, waarbij het bedrijfslichaam tot een segment in een of meerdere productiekolommen behoort, spreekt men van een bedrijfschap.

## Lijst van bedrijfschappen
Bedrijfschappen die eind 2014 nog actief waren. Met ingang van 1 januari 2015 zijn alle product- en bedrijfschappen opgeheven.
- Bedrijfschap Afbouw
- Hoofdbedrijfschap voor de Agrarische Groothandel
- Hoofdbedrijfschap Ambachten
- Hoofdbedrijfschap Detailhandel
- Bedrijfschap Horeca en Catering
- Bosschap (Bedrijfschap voor de bosbouw, het bosbeheer, het natuurbeheer en de houtteelt)

Eerder opgeheven bedrijfschappen
- Bedrijfschap voor het Steenhouwersbedrijf, 1954-1967
- Bedrijfschap voor het Natuursteenbedrijf, 1967-2003
- Landbouwschap, 1954-2001
- Bedrijfschap voor het Slagersbedrijf, 1954-2008
- Bedrijfschap voor het Schilders- en Afwerkingsbedrijf, 1954-2003
- Bedrijfschap voor het Stukadoors-, Afbouw- en Terrazzo-/Vloerenbedrijf, 1954-2003
- Bedrijfschap voor de Vleeswarenindustrie, 1955-1999
- Bedrijfschap voor de Groothandel in Eieren en Eiproducten en de Eiproductenindustrie, 1955-2001
- Bedrijfschap voor de Edelmetaalnijverheid, 1956-1971
- Bedrijfschap voor de Groothandel in Vis en Aanverwante Bedrijven, 1955-1992
- Visserijschap, 1957-1992
- Bedrijfschap voor de Visconservenindustrie, 1960-1971
- Bedrijfschap voor de Groothandel en de Tussenpersonen in Groente en Fruit, 1955-2003
- Bedrijfschap voor de Bloembollenhandel, 1955-1969
- Bedrijfschap voor de Steenkolenmijnindustrie, 1955-1976
- Bedrijfschap voor de Vleeswarenindustrie, 1955-1999
- Bedrijfschap voor het Schoenherstellers-, het Maatschoenmakers- en het Orthopedisch Schoenmakersbedrijf, 1955-1971
- Bedrijfschap voor de Schoenindustrie, 1955-1995
- Bedrijfschap voor de Lederwarenindustrie, 1957-1995
- Bedrijfschap voor de Lederwaren- en Schoenindustrie, 1995-2001
- Bedrijfschap voor de Groothandel in Kruidenierswaren, 1956-1976
- Bedrijfschap Pluimveehandel en -industrie, 1956-2001
- Bedrijfschap voor de Export van Boomkwekerijprodukten, 1956-1979
- Bedrijfschap voor de Detailhandel in Melk en Melk- en Zuivelprodukten, 1956-1986
- Bedrijfschap voor de Handel in Tuinbouwzaden, 1956-2003
- Bedrijfschap voor de Groothandel en de Tussenpersonen in Aardappelen, 1956-2003
- Bedrijfschap voor de Handel in Vee, 1956-2004
- Bedrijfschap voor het Banketbakkersbedrijf, 1956-1998
- Bedrijfschap voor het Bakkersbedrijf, 1961-1998
- Bedrijfschap voor het Brood- en Banketbakkersbedrijf, 1998-2002
- Bedrijfschap voor de Groothandel in Bloemkwekerijproducten, 1957-2003
- Bedrijfschap voor de Rayonindustrie, 1957-1970
- Bedrijfschap voor de Zeep-, Wasmiddelen- en Reinigingsmiddelenindustrie, 1958-1971
- Bedrijfschap voor het Maatkledingbedrijf, 1958-1988
- Bedrijfschap voor de Detailhandel in Alcoholhoudende Dranken, 1959-2002
- Bedrijfschap Frisdranken en Waters, 1959-2002
- Bedrijfschap voor de Detailhandel in Aardappelen, Groenten en Fruit, 1959-1999
- Bedrijfschap voor het Fotografisch Bedrijf, 1960-1968
- Bedrijfschap voor de Vlasindustrie, 1961-1977
- Bedrijfschap voor de Binnenlandse Groothandel in Margarine, Spijsvetten en Spijsoliën, 1961- 1968
- Bedrijfschap voor de Margarine-industrie 1963-1971
- Bedrijfschap voor de Lederindustrie, 1966-1999

## Financiering
De bedrijfschappen werden gefinancierd door verplichte heffingen. De hoogte van de heffing was afhankelijk van de grootte van de onderneming en (in een aantal gevallen) van de branche waarin de ondernemer actief was.
Bedrijven moesten dan ook geregistreerd worden als zij actief waren in een sector waarvoor een bedrijfschap actief was. De ondernemer is er zelf verantwoordelijk voor dat zijn bedrijf correct geregistreerd wordt. Een aantal bedrijfschappen verzorgden automatisch de registratie aan de hand van de inschrijving bij het handelsregister van de KvK. Vervolgens werden de geregistreerde gegevens ter controle toegezonden aan de ondernemer. Ook streefden de bedrijfschappen er naar zo veel mogelijk hun nota's te combineren. Zo kregen bedrijven die zowel bij het hoofdbedrijfschap Ambachten als bij het Hoofdbedrijfschap Detailhandel geregistreerd stonden een gecombineerde nota. In dit geval werd bovendien een zogenaamde 'samenloopkorting' verleend.
Tot 1 januari 2008 werden de registratie en de heffing voor een aantal bedrijfschappen verzorgd door het Centraal RegistratieKantoor (CRK). Vanaf 1 januari 2008 sturen de betreffende bedrijfschappen de registraties en de nota's uit eigen naam.
Volgens HP/De Tijd (16 september 2005) incasseren de bedrijf- en productschappen per jaar zo'n 360 miljoen euro aan heffingen.

## Activiteiten
De voornaamste activiteiten van bedrijfschappen zijn:
- Meepraten over regelgeving in Den Haag of Brussel
- Financieren van onderzoek
- Bevorderen van de professionaliteit van ondernemers en werknemers
- Bevorderen van veiligheid en bestrijden van winkelcriminaliteit
- Reclamecampagnes als "Kijk eens wat vaker in de spiegel van de kapper!"

## Inperken taken
Er bestond al enige tijd kritiek op de schappen. Bedrijven klaagden over de hoge verplichte bijdrage en de PBO’s zouden ondemocratisch zijn ondanks de vertegenwoordigers van werkgevers en werknemers in het bestuur van de schappen.

In oktober 2011 heeft, namens het kabinet-Rutte I, Minister Henk Kamp van Sociale Zaken en Werkgelegenheid zijn plannen bekendgemaakt met betrekking tot de Product- en bedrijfschappen (PBO’s). Het kabinet wil dat deze in de toekomst alleen nog taken uitvoeren met een publiek belang, dit betekent het einde van andere taken zoals productpromotie, opleiding en onderzoek. Als resultaat van de plannen verdwijnen 450 van de 750 arbeidsplaatsen bij PBO’s. Het budget gaat ook omlaag van EUR 250 miljoen naar EUR 60 miljoen per jaar als het kabinet dit beleid goedgekeurd krijgt. Omdat de meeste PBO’s actief zijn in de land- en tuinbouw worden ze overgeheveld van Ministerie van Sociale Zaken en Werkgelegenheid naar het ministerie van Economische Zaken, Landbouw en Innovatie.
Op 20 december 2011 besloot een meerderheid in de Tweede Kamer een motie van VVD, SP en PVV te ondersteunen om de product- en bedrijfschappen op te heffen. De publieke taken konden volgens de kamermeerderheid overgeheveld worden naar het ministerie van Economische Zaken, Landbouw en Innovatie. Minister Kamp wilde toen nog niet zeggen of het kabinet deze motie gaat uitvoeren.